# Viratnagar
Viratnagar (o Bairat) è una suddivisione dell'India, classificata come municipality, di 17.237 abitanti, situata nel distretto di Jaipur, nello stato federato del Rajasthan. In base al numero di abitanti la città rientra nella classe IV (da 10.000 a 19.999 persone).

## Geografia fisica
La città è situata a 27° 26' 56 N e 76° 10' 34 E.

## Società

### Evoluzione demografica
Al censimento del 2001 la popolazione di Viratnagar assommava a 17.237 persone, delle quali 9.050 maschi e 8.187 femmine. I bambini di età inferiore o uguale ai sei anni assommavano a 3.448, dei quali 1.832 maschi e 1.616 femmine. Infine, coloro che erano in grado di saper almeno leggere e scrivere erano 8.641, dei quali 5.842 maschi e 2.799 femmine.